# Voorpost (verdedigingswerk)

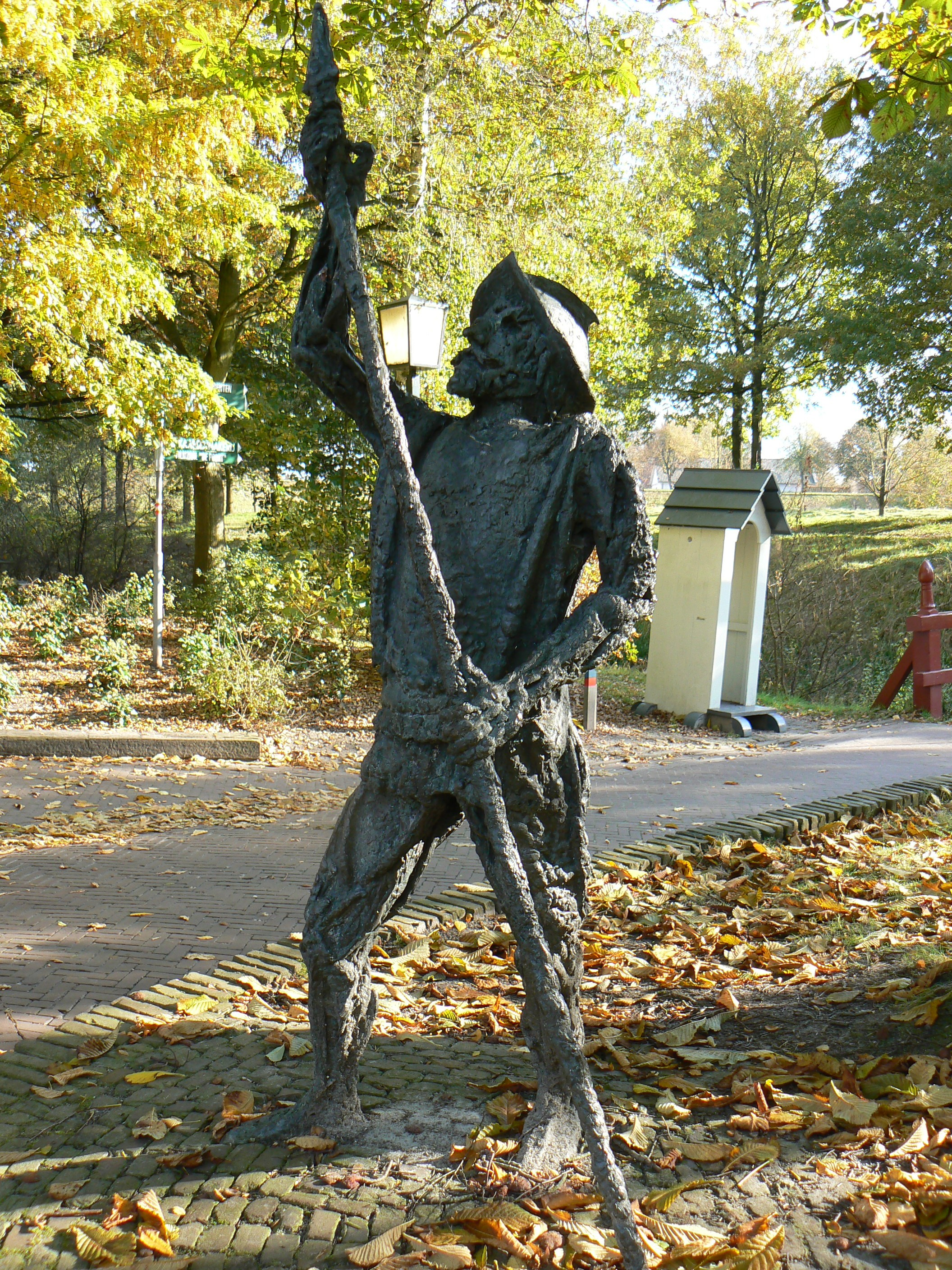
Het beeld Schildwacht (Hans Mes, 1962) in de vesting Bourtange

Een voorpost is een vooruitgeschoven militaire uitkijkpost, die als doel heeft de troepen of een grenslijn of grenslinie op tijd te waarschuwen voor een vijandelijke (verrassings)aanval.
Een voorpost kan bestaan uit een enkele militair (bijvoorbeeld een vedette, een schildwacht te paard) of een kleine groep soldaten of troepen of een militair element als een vliegtuig of een schip of (vroeger) een vooruitgeschoven fort. Een dergelijke functie wordt tegenwoordig vaak vervuld door een radar, bijvoorbeeld met behulp van AWACS.